# مجموعة داوتي
مجموعة داوتي (بالإنجليزية: Dowty Group)‏ كانت شركة بريطانية رائدة في مجال معدات الطائرات. وكانت مدرجة في بورصة لندن واحدى مكونات مؤشر فوتسي 100، تم الاستحواذ عليها من قبل مجموعة تي أي عام 1992.